# Nicklas Lundblad

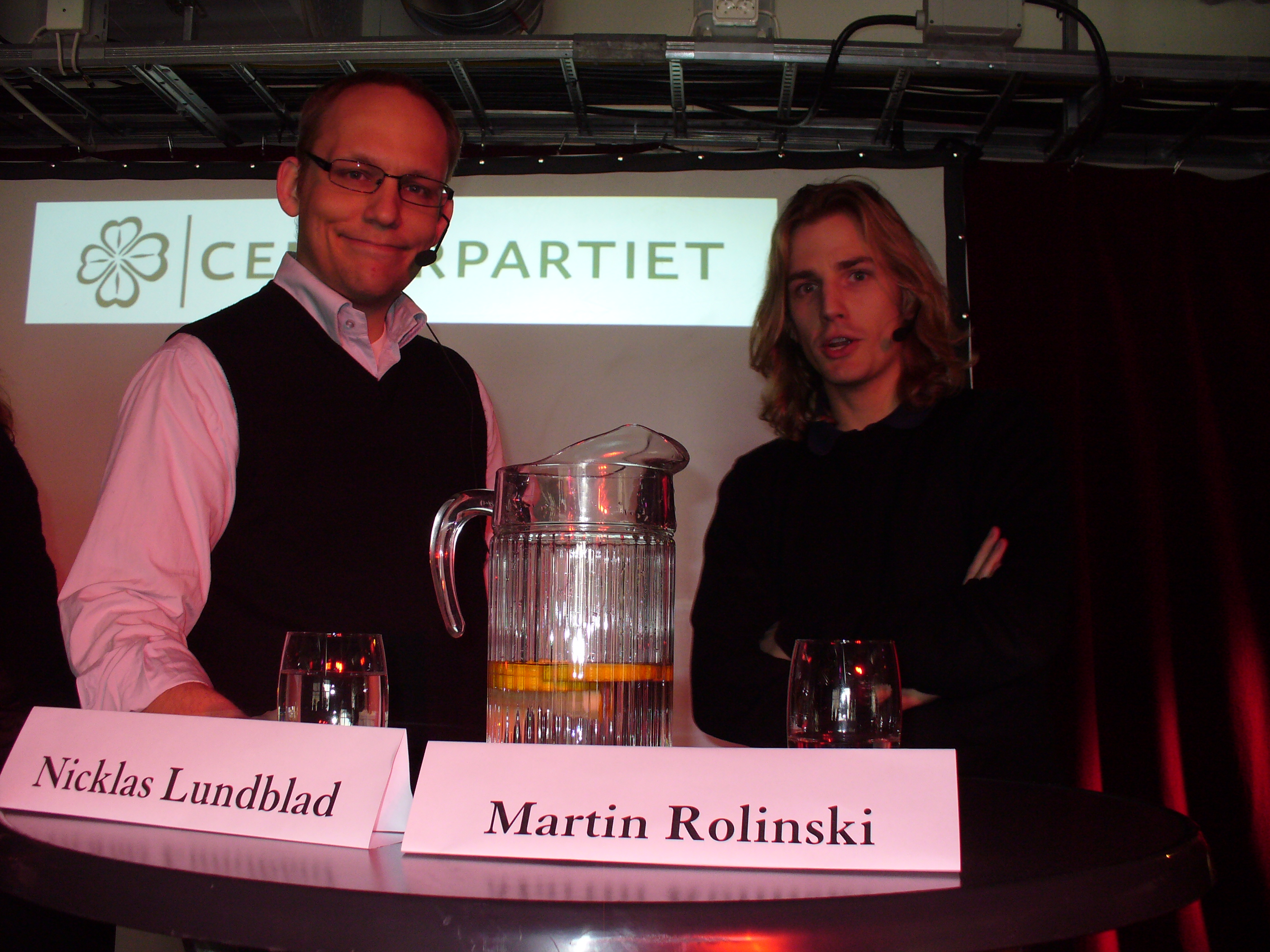
Nicklas Lundblad debatterar upphovsrätt med artisten Martin Rolinski.

Nicklas Lundblad, född 1971, är en svensk IT-debattör, som omväxlande varit knuten till Stockholms Handelskammare och sökföretaget Google.

## Utbildning och karriär
Lundblad har en juris kandidatexamen och en filosofie kandidatexamen från Stockholms universitet. Under sina studier specialiserade han sig på IT-rätt samt artificiell intelligens. Efter en anställning som forskningsamanuens hos professor Peter Seipel gick han vidare till Svenska Institutet för Systemutveckling (SISU) där han arbetade med frågor om personlig integritet, upphovsrätt och yttrandefrihet i informationssamhället. 
Lundblad utsågs sedan till stipendiat vid Sveriges Tekniska Attachéer i Menlo Park där han tillbringade ett och ett halvt år. Efter detta rekryterades han till Stockholms Handelskammare som chef för Stockholms E-handelskammare. Under fem års tid arbetade Lundblad sedan med att bygga upp Handelskammarens arbete med IT- och innovationspolitik. Samtidigt deltog han i Eurochambres - de europeiska handelskamrarnas - arbete med att formera en särskild grupp för innovations- och IT-politik, samt i Internationella Handelskammarens kommission för e-handel och IT. 
Lundblad utsågs till medlem i ett flertal olika expertgrupper kring EU-kommissionen och blev år 2003 en av runt 30 experter i e-Europe Advisory Group, en särskild grupp som arbetade med IT-politik och särskilt med delar av vad som kom att bli i2010 - EU:s IT-politiska program för perioden fram till år 2010. 
I september 2005 tillträdde Lundblad som VD och redaktör för den liberala tidskriften Magasinet Neo, som han grundade tillsammans med Sofia Nerbrand. Han har under tiden varit tjänstledig från Stockholms Handelskammare. Efter sex månaders av tjänstledighet gick Lundblad tillbaka till att bli direktör vid Handelskammaren. Han tilldelades år 2006 års Eisenhower-stipendium, ett stipendium som tilldelas framtida ledare runtom i världen, och tillbringade två månader i USA.
2008 disputerade Lundblad i informatik på Göteborgs universitet på en avhandling med titeln Law in the Noise Society.
Redan som doktorand var Lundblad knuten till Stockholms Handelskammare, först som direktör för "e-handelskammaren" och därefter stabschef.
Under två år mellan 2007 och 2009 var han European Policy Manager på Google, ansvarig för Skandinavien och Baltikum. I september 2009 återvände han till Stockholms Handelskammare, nu som vice VD. I maj 2010 gick han på nytt till Google, nu vid huvudkontoret i Mountain View, Kalifornien. Åren 2007-2010 var han ledamot i den svenska regeringens IT-råd. Han är också medlem i Ingenjörsvetenskapsakademins projekt Internetframsyn och Industriforskargrupp. 
Lundblad invaldes 2010 som ledamot av Ingenjörsvetenskapsakademien. Han var sommarpratare i radioprogrammet Sommar på Sveriges Radio P1 2010.

## Författarskap
Lundblad har publicerat tre böcker om IT: Teknotopier (Timbro, 2001), Det låsta nätet och anonymitetens fiender (Timbro, 2003) och Det säkra företaget (Liber, 2005) och boken Frågvisare (Volante 2021) tillsammans med Fredrik Stjernberg. Lundblad har skrivit i Svenska Dagbladet under strecket, Transport & Hantering, CIO, Säkerhet och Sekretess, Axess och Handelskammartidningen. Lundblad har också författat akademiska artiklar om IT och juridik. Lundblad har undervisat på Stockholms universitet, Kungliga Tekniska högskolan och ett flertal andra institutioner.
Lundblad har skrivit artiklar om informationsteknik och samhälle i Transport & Hantering, Ny Teknik, Svenska Dagbladet, Säkerhet & Sekretess och CIO Sweden.

## Blogg
Från 2001 drev Lundblad också en egen blogg, Kommenterat.net. Denna har ett flertal gånger räknats bland de mest inflytelserika bloggarna i Sverige. På sin blogg diskuterade han ofta integritet på nätet och kommenterade piratkopiering ur ett marknadsekonomiskt perspektiv. Han var kritisk till upphovsrättslobbyns metoder och deras argument att piratkopiering orsakar betydande samhällsekonomiska förluster. Bloggen överläts till Joakim Lundblad, hans bror, år 2007. Köpesumman är inte känd. 